# Märta Leijon
Märta Kristina Leijon, född den 22 februari 1893 i Kållerstad, död den 21 december 1971 i Villstad, var en svensk författare, lärare och lantbrukare. 

## Biografi
Föräldrar var lantbrukaren och musikläraren Anders Svensson och Anna Svensson.  Tidigt fick hon överge sina planer att bli missionär, för att istället stanna på gården och ta hand om sina sjuka föräldrar. Senare, efter att ha avlagt examen i Eksjö 1913, tjänstgjorde hon som småskollärare bland annat i Vrå socken. Då hennes man drabbades av tuberkulos, fick hon inte längre arbeta på skolan på grund av smittorisken. Då började hon skriva istället och bedrev omfattande självstudier. Leijon tillhörde bondeförbundet och var en tid kringresande agitator för partiet och deltog i grundadet av Centerkvinnorna och Svenska Landsbygdens Studieförbund..  
I sitt författarskap skrev Leijon såväl skönlitteratur som artiklar och broschyrer i praktiska, allmännyttiga och kulturella ämnen, framför allt med utgångspunkt från lantbrukarhemmens problem. Hon debuterade skönlitterärt 1931 med boken Markernas stoft och därpå följde De nya ögonen 1942. Där skildras en lärarinna från Stockholm som vid sjukledighet på en småländsk bondgård får upp ögonen för främst bondkvinnornas hårda slit. I Medaljen har två sidor 1944 beskrivs en bonde som satsar på kommunalpolitiken varvid hustrun och hemmet blir lidande. Leijon skrev även ett antal ungdomsböcker. 
Märta Leijon är begravd på Kållerstad kyrkogård.

### Skönlitteratur
- Markernas stoft. Nässjö: S.L.U:s förlag. 1931. Libris 1347591
- De nya ögonen : roman. Stockholm: LT. 1942. Libris 1410174
- Medaljen har två sidor : roman. Stockholm: Lantbruksförbundet. 1944. Libris 1410172
- Bortom friheten : roman. Stockholm: LT. 1947. Libris 1410169
- Arrendatorn : roman. Stockholm: LT. 1949. Libris 1410167
- Tisteln : dagbok från Vriby ålderdomshem. Stockholm: LT. 1952. Libris 1455382

### Barn- och ungdomslitteratur
- Linda och Nils i Rågens rike : berättelse / [illustratör: Bo Notini]. Stockholm: Lantbruksförbundet. 1946. Libris 1410170
- Nils Handelsman : fortsättning på beättelsen om Linda och Nils i Rågens rike. Stockholm. 1947. Libris 244743
- Med biljett till Amerika : fortsättning på berättelserna om Linda och Nils / illustratör: Bo Notini. Stockholm: LT. 1948. Libris 1410171
- Barnen i Ekåsbyn / teckningar av Per Engström. Stockholm: LT. 1950. Libris 1410168
- Fröken Bråkstake. [Stockholm]: LT. 1955. Libris 1455381
- Flickan i kyrkljustunnan. Stockholm: Diakonistyrelsen. 1957. Libris 2127581

### Varia
- Mors politik. Hudiksvall. 1921. Libris 2768982
- Ord till landsbygdskvinnor. Stockholm: Vårt land och folks tryckeri. 1921. Libris 1486543
- En bok till landsbygdsungdom. Malmö: Skånska dagbladet. 1922. Libris 1486542
- Samhällsfrågor och samhällskrav : Kannstöperier. Växjö: C. Davidsson. 1927. Libris 1338429
- Där nöd stiger in. Nässjö: S.L.U:s förlag. 1930. Libris 1338428
- Än en gång i samlad fylking. Malmö. 1932. Libris 2768985
- Mödrarna som väljare. Stockholm. 1934. Libris 2768983
- Ansvaret. Kalmar. 1936. Libris 2768981
- Vad är friheten värd? : svar till Gunnar Lindström. Stockholm: Bonnier. 1936. Libris 1377414
- Kvinnan genom tiderna : fyra föreläsningar och en reservation. Stockholm: Centerns kvinnoförbund. 1971. Libris 1785287